# 钨酸
钨酸是三氧化钨（WO3）各種水合物形態的總稱。三氧化钨一水合物（WO3·H2O）和半水合物（WO3·0.5H2O）都是已知的。而类似硫酸结构的(HO)2WO2的钨酸分子未被发现。

## 性质
黄色粉末。加热至100°C时失去一分子水而转变为三氧化钨。几乎不溶于酸，微溶于热水，溶于碱、氢氟酸和氨水。钨酸比三氧化钨更容易溶于碱。

## 历史
最早由卡尔·威廉·舍勒于1781年分离出来。

## 制备
钨酸可由钨酸钙与盐酸作用产生。
{\displaystyle {\rm {\ CaWO_{4}+2HCl\rightarrow H_{2}WO_{4}+CaCl_{2}}}}
它也可通过精钨酸铵溶液用盐酸酸解得到。
{\displaystyle {\rm {\ 5(NH_{4})_{2}O\cdot 12WO_{3}+10HCl+7H_{2}O\rightarrow 12H_{2}WO_{4}+10NH_{4}Cl}}}
纯钨和过氧化氢反应，也可以得到钨酸。

## 用途
用作制取金属钨、钨合金、钨酸盐类和硬质合金的原料。也用作石油催化剂、印染助剂和润滑剂。